# John Lisseter Humphreys
John Lisseter Humphreys (* 1881; † 16. Dezember 1929) war ein britischer Kolonialgouverneur in Britisch-Nordborneo.
Nach Verwendungen als Agent von 1916 und ab 1919 als Berater in Nord-Borneo war er ab Oktober 1926 bis zu seinem Tode Gouverneur der Kronkolonie.